# Patkov gušt
A Patkov gušt egy aknabarlang Horvátországban, a Velebit hegységben, a Hajdučki kukovi területén.

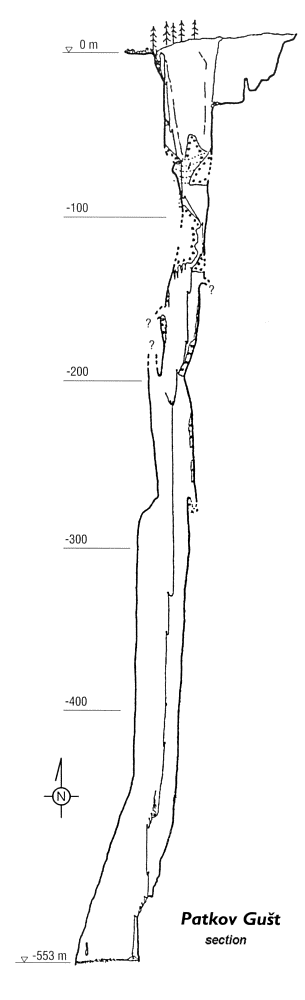
A barlang metszete

## Története
A barlang 553 méteres mélységével az egyik legmélyebb aknabarlang a világon. A bejárat (átmérője 30 m) körülbelül 1440 m abszolút magasságban található. Zágrábi és poreci barlangkutatók fedezték fel 1997. augusztus 2-án és nevezték el Zoran Stipetić - Patak barlangkutató tiszteletére, aki 1995-ben vesztette életét a Lukina-barlang feltárására során egy szifonba történő merülés közben.
A barlangot a „Velebit” barlangkutató egyesület által szervezett Lubenovac '97 -es barlangkutató tábor során tárták fel. A feltárást 7 napon át 12 barlangkutató végezte. 1999 és 2000 között hó- és jéglavina volt Patkov Guštban, amely 105 méteres mélységben lezárta a járatot. Azóta lehetetlen lejjebb ereszkedni. 2000 novemberében a lengyel barlangkutatók (Walbrzyski Club Gorski és Jaskiniowy) megpróbáltak ásni egy átjárót a hóban és a jégben, de nem sikerült 100 méternél tovább jutniuk. Mivel az elmúlt 12 évben látható folyamatban zajlott a barlangban a hó és a jég olvadása a Patkov Gušt járata várhatóan ismét járhatóvá válik.

## A barlang szerkezete
A barlang kőzettömege törékeny, ami nagy veszélyt jelent a barlangkutatók számára a barlang alsó részén található tartózkodás idején. 65 méteres mélységben van az első jeges lejtő, amely az első, körülbelül 15 m vastagságú jégdugó alatt található. A barlang ezután tovább ereszkedik a következő hó- és a jégdugó feletti 105 méteres mélységbe. Ez a szűkület, amely a barlangban a legszűkebb hely, amelyet a nagy mennyiségű hó és jég miatt a napfény még elér. Az utóbbi néhány évben (a meteorológiai viszonyok miatt) nem átjárható. A legnagyobb szűkületnél erős vízcsöpögés kezdődik, amely később fokozódik, így a víz a barlang legalsó részébe szivárog. 130 méteres mélység után a járat kiszélesedik és megközelítőleg azonos metszetű egészen az aljáig. A sziklákat teljesen vagy részben jég borítja, amely időnként 300 méter mélységig letöredezik. A sziklában 465 méter mélységben van egy keskeny galéria, amelyen stabilan meg lehet állni. A barlang egy 40 x 30 méteres méretű galériával végződik. A galéria északi részén található az objektum legalsó pontja - egy kis sáros rész, amelyen keresztül a sziklák és az iszap között a víz szűrődik át.

## Fordítás
Ez a szócikk részben vagy egészben  a(z)   Патков_гушт című szerb Wikipédia-szócikk ezen változatának fordításán alapul.  Az eredeti cikk szerkesztőit annak laptörténete sorolja fel. Ez a jelzés csupán a megfogalmazás eredetét és a szerzői jogokat jelzi, nem szolgál a cikkben szereplő információk forrásmegjelöléseként.